# Силхетское нагари

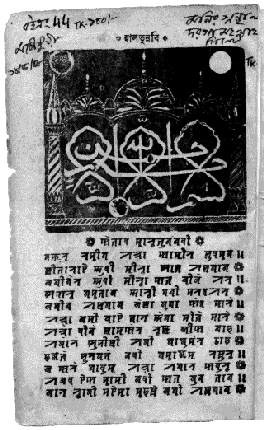
Книга с использованием силхети-нагари, XIX век

Силхетское нагари, силхети-нагари или силоти-нагри — письменность, применяемая ранее для силхетского языка. К концу XX века практически полностью вытеснена бенгальским письмом.
Силхети-нагари включает 5 отдельных гласных букв; 5 знаков для гласных букв, добавляемых к согласным и 27 согласных букв. Наиболее родственная система письменности — кайтхи (ранее использовалось в Бихаре).
Письменность была создана предположительно в начале XIV века. Вытеснение письменности в XX веке объясняется главным образом тем, что в современной Бангладеш силхети имеет лишь статус диалекта; использование собственной письменности для него не поощряется ввиду ряда неудобств, а также из-за политики Бангладеш, направленной на ассимиляцию. Таким образом, после обретения страной независимости, бенгальское письмо стало применяться для всех языков и диалектов Бангладеш. Полностью не используется в печати с 1970-х годов.

## Символы силхетского нагари
Количество гласных — 5, хотя в некоторых текстах есть дополнительные гласные. Например, дифтонг oi иногда рассматривается как дополнительный гласный. Гласные не следуют последовательности бенгальского алфавита.
Гласные:
| Силхети-нагари      | ꠀ | ꠁ | ꠃ | ꠄ | ꠅ |
| Эквивалент латиницы | a | İ | u | e | ō |

Есть 27 согласных, с различными символами:
| Символ силхети-нагари | ꠇ | ꠈ  | ꠉ | ꠊ  | ꠌ | ꠍ  | ꠎ | ꠏ  | ꠐ  | ꠑ   | ꠒ  | ꠓ   | ꠔ | ꠕ  | ꠖ | ꠗ  | ꠘ | ꠙ | ꠚ  | ꠛ | ꠜ  | ꠝ | ꠞ | ꠟ | ꠠ  | ꠡ  | ꠢ |
| Эквивалент латиницы   | k | kh | g | gh | c | ch | j | jh | tt | tth | dd | ddh | t | th | d | dh | n | p | ph | b | bh | m | r | l | rr | sh | h |

Таблица с блоком Юникода U+A800—U+A82F:
| Силоти-нагри (Syloti Nagri)¹ ² Таблица на официальном сайте Консорциума Юникода (англ.)        |   |   |   |   |   |   |   |   |   |   |   |   |   |   |   |   |
|                                                                                                | 0 | 1 | 2 | 3 | 4 | 5 | 6 | 7 | 8 | 9 | A | B | C | D | E | F |
| U+A80x                                                                                         | ꠀ | ꠁ | ꠂ  | ꠃ | ꠄ | ꠅ | ꠆  | ꠇ | ꠈ | ꠉ | ꠊ | ꠋ  | ꠌ | ꠍ | ꠎ | ꠏ |
| U+A81x                                                                                         | ꠐ | ꠑ | ꠒ | ꠓ | ꠔ | ꠕ | ꠖ | ꠗ | ꠘ | ꠙ | ꠚ | ꠛ | ꠜ | ꠝ | ꠞ | ꠟ |
| U+A82x                                                                                         | ꠠ | ꠡ | ꠢ | ꠣ  | ꠤ  | ꠥ  | ꠦ  | ꠧ  | ꠨ | ꠩ | ꠪ | ꠫ |   |   |   |   |
| Примечания 1. Как в версии Юникода 10.0. 2. Серые области обозначают не назначенные кодпоинты. |   |   |   |   |   |   |   |   |   |   |   |   |   |   |   |   |